# El rey negro
El rey negro es una obra de teatro  de Ignacio del Moral, estrenada en 1997.

## Argumento
El rey de un país africano huye junto a su secretario para así evitar su segura masacre pero su futuro tampoco es nada prometedor, pues tras diversas hazañas terminan como mendigos en la calle de una capital cualquiera de Europa..

## Estreno
- Centro Dramático Nacional, Madrid, 22 de noviembre de 1997.
  - Dirección: Eduardo Vasco.
  - Escenografía: Jose Luis Raymond.
  - Intérpretes: Juan Jose Otegui , Manuel Tejada, Lola Casamayor , José Luis Santos, Toni Marquez, Ana Soriano.